# Serixia niveotomentosa
Serixia niveotomentosa là một loài bọ cánh cứng trong họ Cerambycidae.